# الرابطة الوطنية لاقتصاديات الأعمال
الرابطة الوطنية لاقتصاديات الأعمال (N A B E) هي أكبر جمعية دولية للاقتصاديين التطبيقيين والاستراتيجيين والأكاديميين وواضعي السياسات الملتزمين بتطبيق الاقتصاد. تأسست في عام 1959، وهي واحدة من المنظمات الأعضاء في جمعية العلوم الاجتماعية المتحالفة. وفقا لموقع الجمعية، «مهمة N A B E هي توفير القيادة في استخدام وفهم الاقتصاد.».
تنقسم عضوية الجمعية إلى أقسام فرعية أو مائدة مستديرة موجهة نحو الموضوع، بما في ذلك: المالية، والاقتصاد الصحي، والدولية، والتصنيع، والعقارات / البناء، والإقليمية / المنفعة، والأعمال التجارية الصغيرة / ريادة الأعمال، والتكنولوجيا، وأسعار النقل كل خطط المائدة المستديرة وتنفذ ندوات ودورات في اجتماعات N A B E كل عام. لدى N A B E أيضًا فصول محلية وطلاب  في العديد من المدن والكثير من الولايات المتحدة.

## قيادة

### الرؤساء
من الرؤساء السابقين لل N A B E الرئيس السابق للاحتياطي الفيدرالي آلان جرينسبان. منذ عام 2009، كان المدير التنفيذي لـ N A B E توم بيرز، كبير الاقتصاديين السابق بمعهد الإسكان المصنَّع وخبير اقتصادي لدى الرابطة الوطنية للوسطاء العقاريين ومكتب إحصاءات العمل.
| اسم                              | مصطلح       | موضع                                                                                                |
| -------------------------------- | ----------- | --------------------------------------------------------------------------------------------------- |
| الدكتور جورج دبليو ماكيني جونيور | 1965 - 1966 | نائب رئيس أول، شركة ايرفينغ ترست                                                                    |
| آلان جرينسبان                    | 1969 - 1970 | تاونسند، جرينسبان وشركاه                                                                            |
| الدكتورة إلين هيوز كرومويك       | 2007 - 2008 | كبير الاقتصاديين، شركة فورد للسيارات                                                                |
| السيد كريس فارفاريس              | 2008 - 2009 | الرئيس، المستشارين الاقتصاد الكلي                                                                   |
| الدكتور لين ريسر                 | 2009 - 2010 | كبير الاقتصاديين، جامعة بوينت لوما نازارين                                                          |
| الدكتور ريتشارد ل                | 2010 - 2011 | مدير قسم أبحاث الأعمال وعميد مشارك لبرامج ماجستير إدارة الأعمال والبرامج في جامعة كولورادو في بولدر |
| الدكتور جين هوانغ                | 2011 - 2012 | نائب الرئيس وكبير الاقتصاديين، فيديكس                                                               |
| السيد كين سيمسون                 | 2012 - 2013 | كبير الاقتصاديين، المقاولون العامون المشاركون في أمريكا                                             |
| الدكتور جاك كلينهينكس            | 2013 - 2014 | كبير الاقتصاديين، الاتحاد الوطني للبيع بالتجزئة                                                     |
| الدكتور جون سيلفيا               | 2014 - 2015 | المدير الإداري وكبير الاقتصاديين، ويلز فارجو                                                        |
| السيدة ليزا إمسبو - ماتينجلي     | 2015 - 2016 | مدير الأبحاث، توزيع الأصول، شركة الإخلاص للاستثمار                                                  |
| الدكتور ستيوارت ماكينتوش         | 2016 - 2017 | المدير التنفيذي لمجموعة الثلاثين                                                                    |
| دكتور ماين يوسيل                 | 2017 - 2018 | نائب الرئيس الأول ومدير الأبحاث، بنك الاحتياطي الفيدرالي في دالاس                                   |
| الدكتور كيفن سويفت               | 2018 - 2019 | كبير الاقتصاديين، مجلس الكيمياء الأمريكي                                                            |

== أن الاقتصادية: الذي يعقد سنويًا في فصل الربيع في واشنطن العاصمة، على «المتغير الذي لا يمكن التنبؤ به والذي يربك بانتظام بين العديد من الاقتصاديين ونماذجهم: السياسة الاقتصادية». يشمل المتحدثون في مؤتمر السياسة الاقتصادية عادة قادة من مجلس الاحتياطي الفيدرالي، ووزارة الخزانة، ومكتب ميزانية الكونغرس، ومؤسسة تأمين الودائع الفيدرالية، والوكالات توقعات المتنبئين الاقتصاديين المحترفين في N A B E.

## التعليم والتطوير الوظيفي
- خبير اقتصادي معتمد : يقدم N A B E التعليم المستمر من خلال برنامج اقتصادي الأعمال المعتمد الذي يتميز بامتحان شامل تم تطويره وإدارته بواسطة الجمعية. يجب أن يكون المرشحون حاصلين على درجة علمية لمدة أربع سنوات على الأقل، وسنتين من الخبرة العملية في اقتصاديات الأعمال التطبيقية أو في مجال ذي صلة.
- برامج شهادات الاقتصاد القياسي: تُقدم ندوات الاقتصاد القياسي في بنك الاحتياطي الفيدرالي مرتين سنويًا في بنك الاحتياطي الفيدرالي. كل صيف، يقدم N A B E شهادة في الاقتصاد القياسي التطبيقي ، وفي كل خريف، شهادة في تحليل السلاسل الزمنية والتنبؤ بها .
- موقع التوظيف N A B E: يلبي احتياجات الباحثين عن عمل أو موظف في مجال الاقتصاد.
- لا يبدو أن الاعتماد موجودًا لمنتجاتهم أو خدماتهم التعليمية.

## نشر المجلة
N A B E هو ناشر Business Economics ، وهي مجلة علمية تغطي الجوانب المختلفة للاقتصاد التطبيقي ويتم نشرها كل ثلاثة أشهر. تعمل المجلة كمورد أساسي وتوفر معلومات عملية للأشخاص الذين يطبقون الاقتصاد في مكان العمل. إنه المنتدى الرائد لمناقشة الحلول للمشاكل التجارية الحرجة، وتحليل القضايا التجارية والاقتصادية الرئيسية، وتبادل أفضل النماذج والأدوات والتقنيات العملية من الممارسين في مجال الاقتصاد.

## جائزة آدم سميث
منذ عام 1982، منح N A B E جائزة آدم سميث  لكبار الاقتصاديين وواضعي السياسات الذين ساهموا في اقتصاديات الأعمال. فقط بعض المستفيدين من الجائزة هم رئيس مجلس الاحتياطي الفيدرالي السابق بن برنانكي في عام 2014، والرئيس التنفيذي ورئيس TIAA-CREF روجر فيرجسون في عام 2013، نائب رئيس مجلس محافظي نظام الاحتياطي الفيدرالي جانيت يلين في عام 2010،  المدير السابق للمجلس الاقتصادي الوطني لورانس سمرز في عام 2009، والرئيس التنفيذي لبنك الاحتياطي الفيدرالي لسانت لويس ويليام بول في عام 2006، وأستاذ الاقتصاد بجامعة برينستون بول كروغمان في عام 1995، وخبير اقتصادي مؤثر وحصل على جائزة نوبل في الاقتصاد. ميلتون فريدمان في عام 1989.

## جائزة بول أ. فولكر لإنجاز العمر للسياسة الاقتصادية
كل شهر مارس، يقدم NABE جائزة Paul A. Volcker  إلى أحد كبار صناع السياسة الذين يعترفون بالمساهمات البارزة في مجال السياسة الاقتصادية والنقدية في حياته المهنية. تشمل المستلمين السابقين:
| عام  | يتصدران         |
| ---- | --------------- |
| 2013 | بول أ. فولكر    |
| 2014 | جان كلود تريشيه |
| 2015 | أليس ريفلين     |
| 2016 | ستانلي فيشر     |
| 2017 | ميرفين كينج     |